# 乳头冬青
乳头冬青（学名：Ilex mamillata）是冬青科冬青属的植物，是中国的特有植物。分布在中国大陆的云南、广西等地，生长于海拔590米至2,200米的地区，多生长于山坡林中，目前已由人工引种栽培。